# Édouard-Théophile Blanchard
Pour les articles homonymes, voir Blanchard.
Édouard-Théophile Blanchard, né le 18 novembre 1844 à Paris et mort le 24 octobre 1879 dans le 17e arrondissement de Paris, est un artiste peintre français.

## Biographie
Fils de l'artiste graveur Auguste Thomas Marie Blanchard, Édouard-Théophile Blanchard est l'élève de François-Édouard Picot et d'Alexandre Cabanel à l'École des beaux-arts de Paris. Il remporte le grand prix de Rome en 1868 dans la catégorie histoire avec le tableau la Mort d'Astyanax. Il séjourne à la Villa Médicis à Rome de 1869 à 1872 à l'époque où Ernest Hébert en est le directeur.
Avec Georges Clairin et Henri Regnault, il présente un décor de salle à manger au Salon de 1867. Il n'expose plus avant son retour de Rome, en 1872, où il obtient une médaille de 2e classe. Il est ensuite présent régulièrement aux salons après 1874.
En 1874, l'État achète son tableau Hylas entraîné par les nymphes sur recommandation d'Hébert pour le musée du Luxembourg. Cette œuvre est détruite au cours des bombardements de Caen en 1944.

Ses thèmes principaux sont les paysages et les nus, ainsi que les sujets mythologiques.

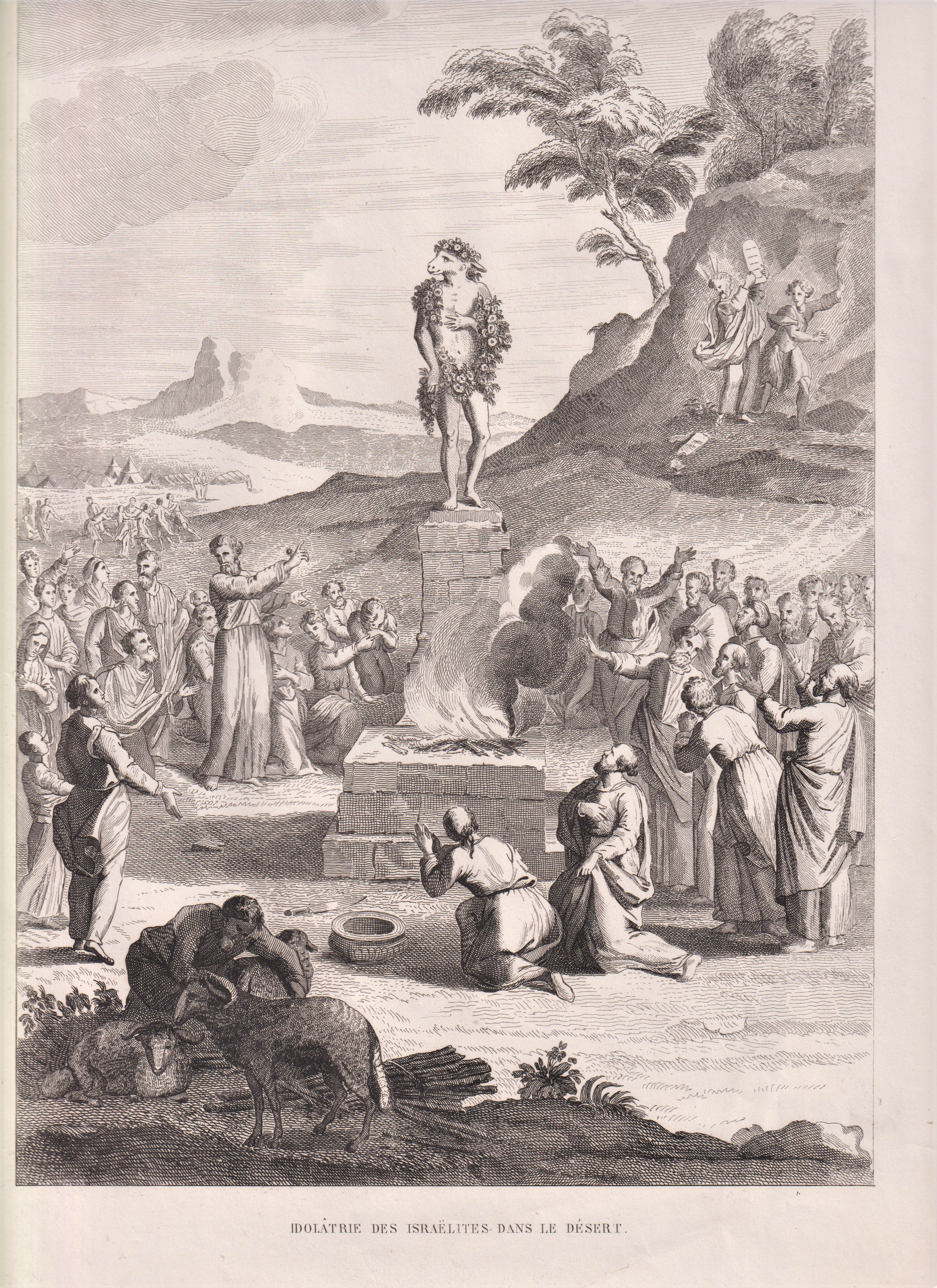
Idolâtrie des israëlites dans le desert, gravure de 1844, dans la collection du musée juif de Suisse.
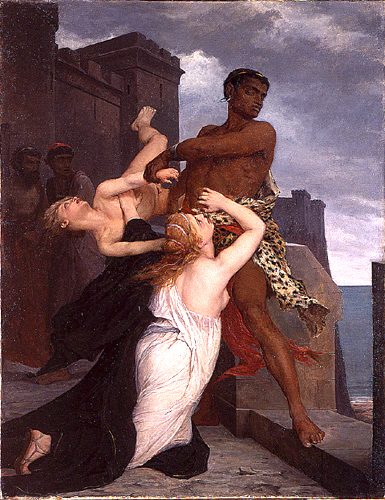
La mort d'Astyanax

Il a d'abord été inhumé le 26 octobre 1879 au cimetière de Montmartre 2e division, puis son corps a été transféré le 11 mars 1902 au cimetière de Luzarches.
Sa veuve Aimée Arnault, épousera après sa mort Louis-Jules Hetzel le 11 avril 1888.

## Œuvres
- La Mort d'Astyanax, 1868, École nationale supérieure des beaux-arts, Paris
- Narcisse, vers 1870, Paris, musée d'Orsay
- Hylas entraîné par les Nymphes, 1874, musée des beaux-arts de Caen (œuvre détruite en 1944)
- Hérodiade, Salon des artistes français de 1874
- Portrait de Marcello, 1877, Fribourg, musée d'art et d'histoire de Fribourg
- Paolo et Francesca, 1879, Paris, musée d'Orsay

## Expositions
- Exposition « Les Dieux et les Mortels », École nationale supérieure des beaux-arts de Paris, 2004.